# Episodi di Melissa & Joey (seconda stagione)
La seconda stagione della serie televisiva Melissa & Joey, composta da quindici episodi, è stata trasmessa negli Stati Uniti dall'emittente ABC Family dal 30 maggio 2012.
In Italia la stagione viene trasmessa in prima visione sul canale satellitare Comedy Central dall'11 giugno 2012.
| nº | Titolo originale            | Titolo italiano              | Prima TV USA   | Prima TV Italia |
| -- | --------------------------- | ---------------------------- | -------------- | --------------- |
| 1  | I Can Manage                | Il direttore dei lavori      | 30 maggio 2012 | 11 giugno 2012  |
| 2  | If You Can't Stand the Heat | Il nuovo costruttore edile   | 30 maggio 2012 | 12 giugno 2012  |
| 3  | Good to Go                  | La prima volta               | 6 giugno 2012  | 13 giugno 2012  |
| 4  | All Up in My Business       | La relazione segreta         | 6 giugno 2012  | 14 giugno 2012  |
| 5  | The Knockout                | Il K.O.                      | 13 giugno 2012 | 15 giugno 2012  |
| 6  | Breaking Up is Hard to Do   | Problemi di autostima        | 20 giugno 2012 | 18 giugno 2012  |
| 7  | Mixed Doubles               | Il gioco delle coppie        | 27 giugno 2012 | 19 giugno 2012  |
| 8  | The Donor                   | Il seme della discordia      | 11 luglio 2012 | 20 giugno 2012  |
| 9  | Eat, Pray, Date             | Il pollo e l'aragosta        | 18 luglio 2012 | 21 giugno 2012  |
| 10 | Pretty Big Liars            | C'è bugia e bugia            | 25 luglio 2012 | 22 giugno 2012  |
| 11 | A Pair of Sneakers          | Lezioni di guida             | 1º agosto 2012 | 25 giugno 2012  |
| 12 | Mother of all Problems      | La madre di tutti i problemi | 8 agosto 2012  | 26 giugno 2012  |
| 13 | Wherefore Art Thou Lennox   | Perché sei tu, Lennox?       | 15 agosto 2012 | 27 giugno 2012  |
| 14 | From Russia with Love       | Dalla Russia con amore       | 22 agosto 2012 | 28 giugno 2012  |
| 15 | Mel Marries Joe             | Mel sposa Joe                | 29 agosto 2012 | 29 giugno 2012  |